# Westliche Pommersche Bucht
Westliche Pommersche Bucht este o arie protejată (arie de protecție specială avifaunistică — SPA) din Germania întinsă pe o suprafață de 97.945 ha, integral marine.

## Localizare
Centrul sitului Westliche Pommersche Bucht este situat la coordonatele 54°23′21″N 13°55′26″E / 54.3892°N 13.9239°E.

## Înființare
Situl Westliche Pommersche Bucht a fost declarat arie de protecție specială avifaunistică în aprilie 2008 pentru a proteja 11 specii de animale.

## Biodiversitate
Situată în ecoregiunea continentală, aria protejată nu include niciun habitat protejat.
La baza desemnării sitului se află mai multe specii protejate de  păsări (11): alca (Alca torda), Clangula hyemalis, Gavia arctica arctica, cufundar mic (Gavia stellata), pescăruș mic (Larus minutus), Melanitta fusca fusca, Mergus serrator, Phalacrocorax carbo sinensis, Podiceps auritus auritus, Podiceps cristatus cristatus, Uria aalge aalge.